# Steblów (Lubliniec)
Steblów (niem. Steblau) – jedna z największych dzielnic Lublińca położona w północnej części miasta, dawniej wieś, od 1945 r. w granicach administracyjnych miasta. Steblów jest także jedną z najbardziej uprzemysłowionych lublinieckich dzielnic. Dzielnica Steblów dzieli się na Steblów Nowy i Steblów Stary.
Przez środek Steblowa przechodzi ul. Oleska (dawna DK 11, po wybudowaniu obwodnicy zachodniej DK 11 biegnie przez przedmieścia Lublińca, jedynie przecina dzielnice Kokotek i Pustą Kuźnice oraz jest granicą pomiędzy Dziubą i Wymyślaczem). Dzielnica Steblów leży także przy szlaku kolejowym z Lublińca do Ostrowa Wlkp. W północnej części Steblowa znajduje się węzeł komunikacyjny (estakada) Lubliniec Północ.
Na Steblowie znajduje się wiele przedsiębiorstw (m.in. Hoger, Gerlic, Domex, Texlen, Camp etc.), a także kościół pw. św. Edyty Stein, patronki miasta.
Herb Steblowa przedstawia na błękitnym polu złote grabie stojące pionowo, odwrócone drzewcem w dół. Został on opracowany na podstawie historycznej pieczęci, zaprojektowanej pod koniec XVIII w..